# Ballyjamesduff
Ballyjamesduff (Baile Shéamais Dhuibh en irlandais) est une ville dans le comté de Cavan, en Irlande.

## Géographie
Ancienne ville de marché, la localité a gagné en 1966 et 1967 le concours de l'Irish Tidy Towns Competition de la ville la mieux gérée.
La localité présente un habitat groupé autour du marché couvert (datant de 1813), au carrefour de cinq grands axes.

## Toponymie
La ville doit son nom à un officier ayant participé à la rébellion de 1798, James Duff, officier de l'armée britannique dont le nom est associé aux exécutions de Gibbet Rath.

## Histoire
La première mention de Ballyjamesduff figure dans un registre de 1714.
Au XVIIIe siècle, la localité était sur la route des diligences, entre Cavan et Kells, la ville était également animée par un marché hebdomadaire et neuf foires annuelles, en particulier une foire aux bestiaux.
En 1813 est édifié un marché couvert.

### Le drame de 2016
Le 29 août 2016, un meurtre suivi d'un suicide a eu lieu près de la ville, à Oakdene. Une famille de cinq personnes, composée de trois jeunes garçons et d’un père et d’une mère, a été retrouvée morte vers 11h00. À 10h45, une personne a appelé la maison et a ensuite contacté Garda Síochána pour donner l'alarme. La famille a été identifiée comme étant la famille Hawe,,,.
Il a été déterminé par la suite qu'Alan Hawe, le propriétaire de la maison avait commis le meurtre. Il avait massacré sa femme et ses trois enfants avec divers couteaux. Cela a immédiatement provoqué un choc, Alan étant considéré comme un pilier de la communauté, un enseignant d'école primaire qui a collaboré avec le club GAA local,.

## Démographie
Entre les recensements de 2002 et 2006, la population de Ballyjamesduff a augmenté de 59.9%. L'augmentation est principalement due à l'immigration venue de l'extérieur de l'Irlande.
D'après le recensement de 2006, plus de 25 % des habitants de la ville proviennent d'outre-mer.
La ville de Ballyjamesduff compte 2 568 habitants au recensement de 2011.

## Transports
La ville est située sur la route régionale R194.
La ligne de bus Éireann Route 187 dessert Ballyjamesduff du lundi au samedi. Il assure le transport vers les villes et villages voisins d'Oldcastle, Mountnugent, Virginia et Kells.
Chaque jour de la semaine, quatre trajets sont mis en place à destination et au départ de Ballyjamesduff. Le premier voyage de la journée part de la ville (pour Kells) à 07h30.
Sous réserve de la sécurité routière, le bus s’arrête pour prendre et déposer des passagers à n’importe quel point sûr du parcours.

## Lieux et monuments

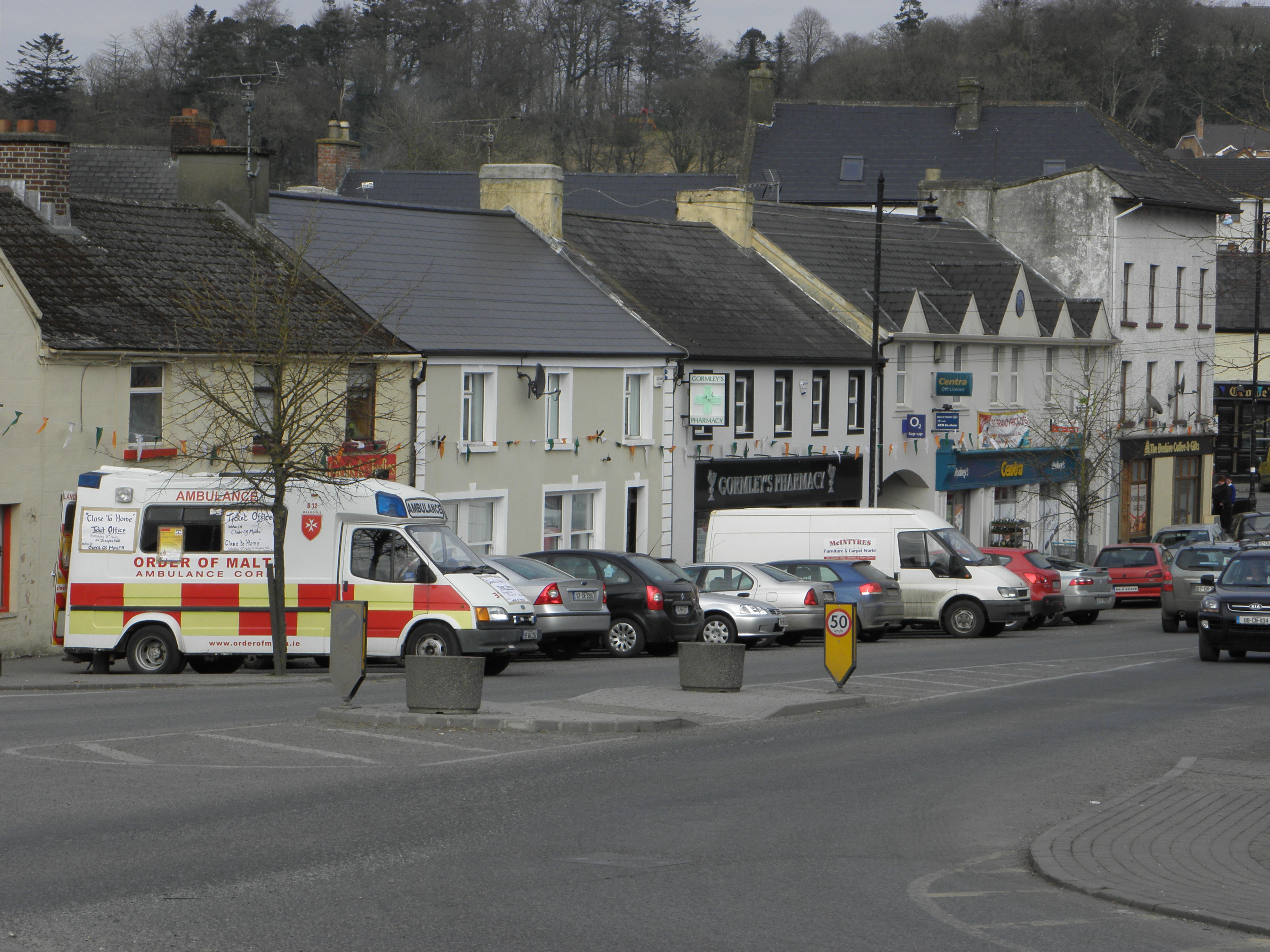
Anne Street.
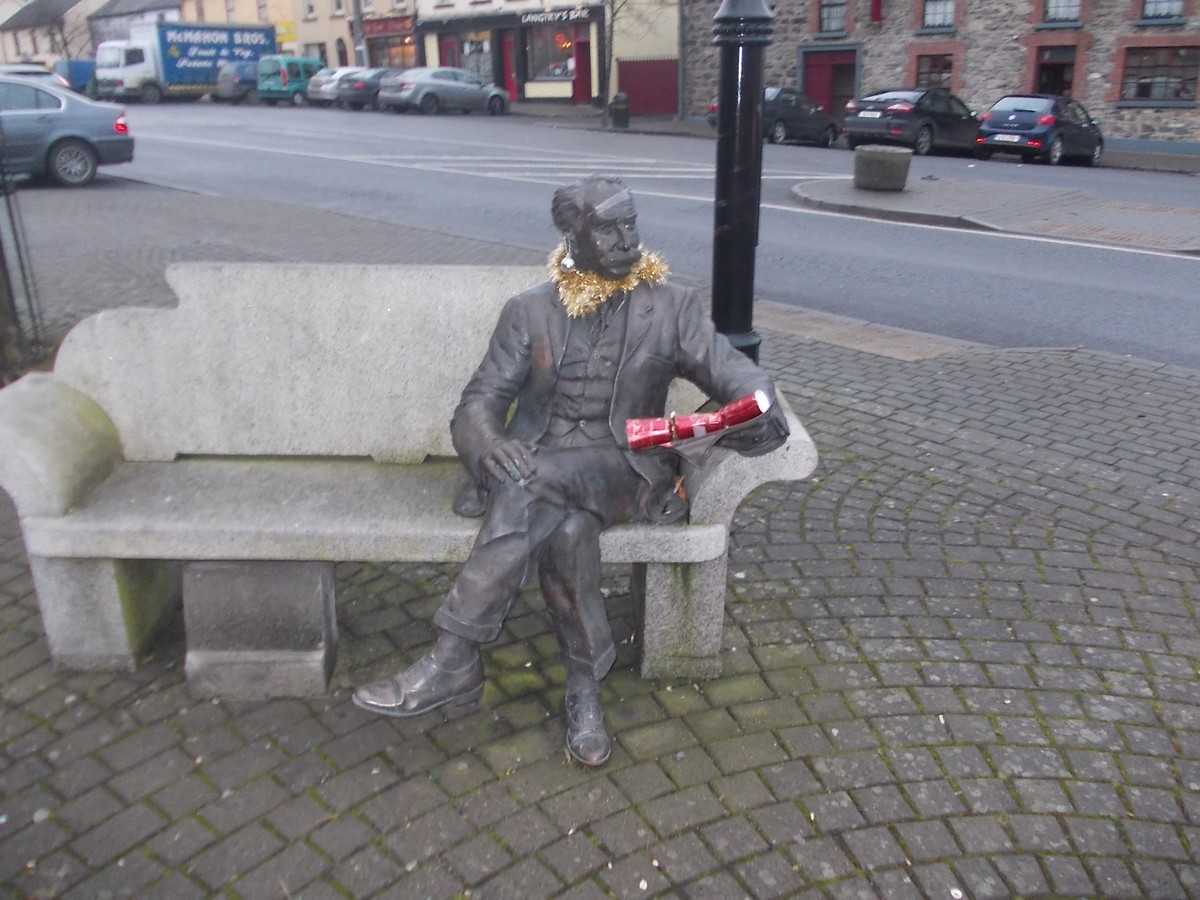
Statue en bronze de Percy French dans le square.
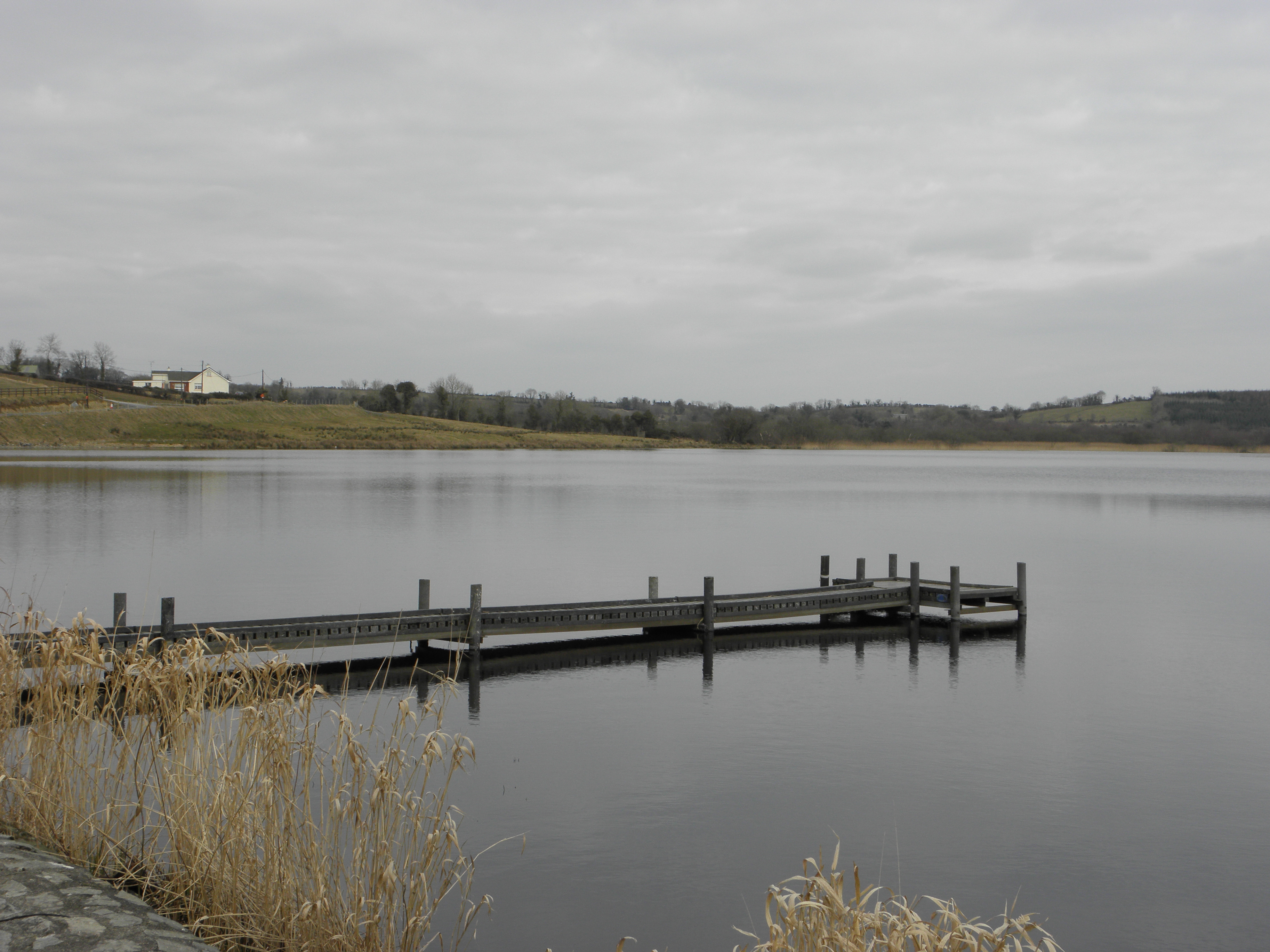
Lacken Lake.
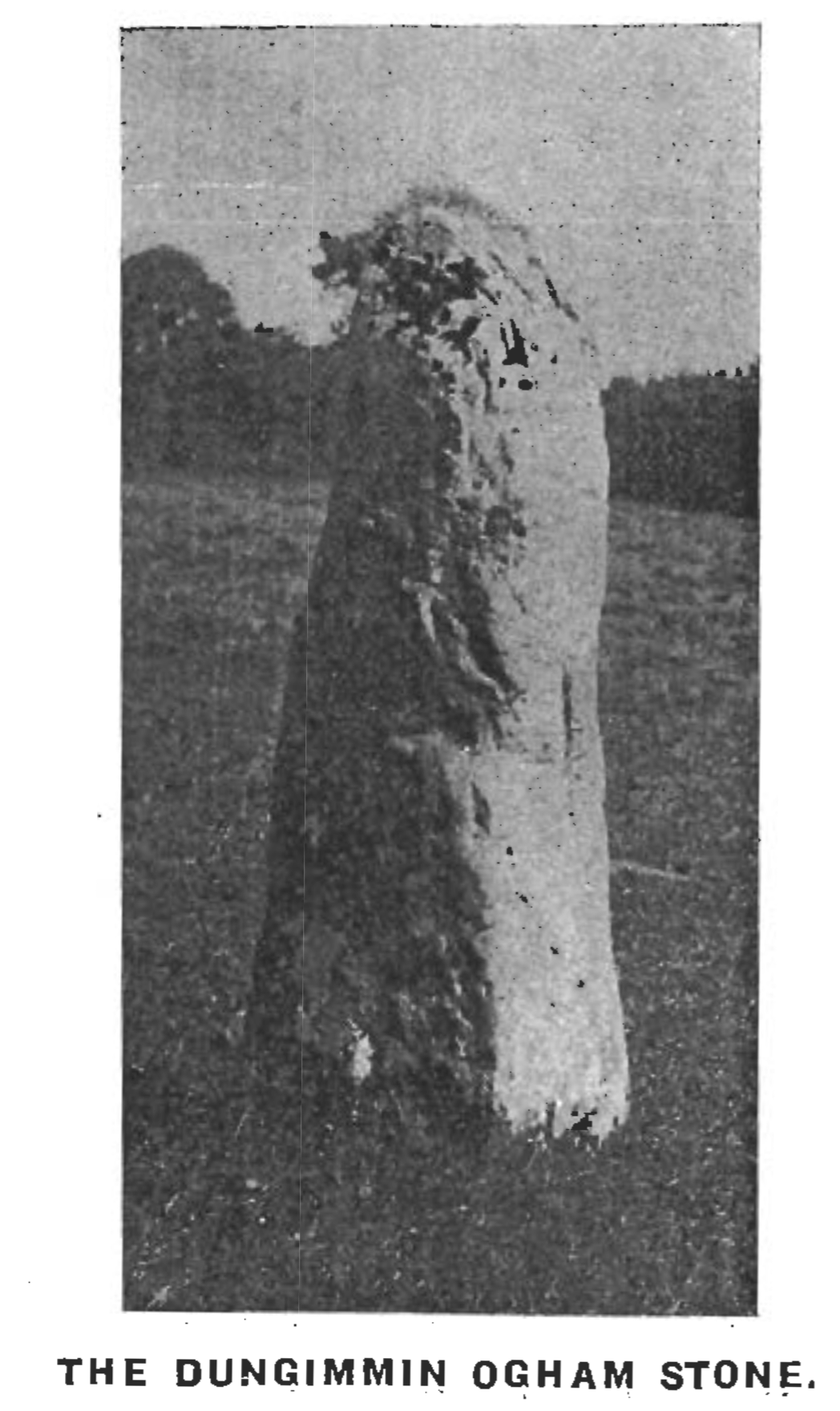
Dungummin Ogham.
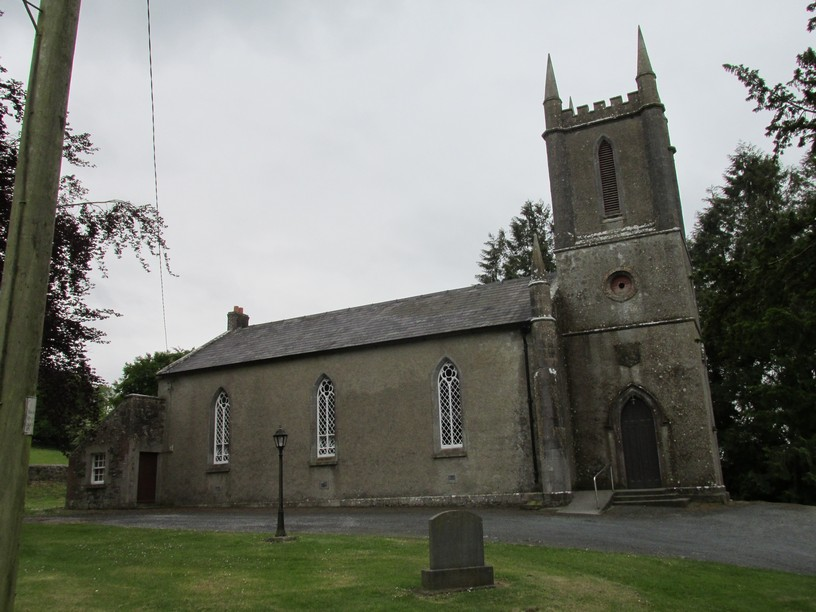
Christ Church.